# Свердловинний заряд

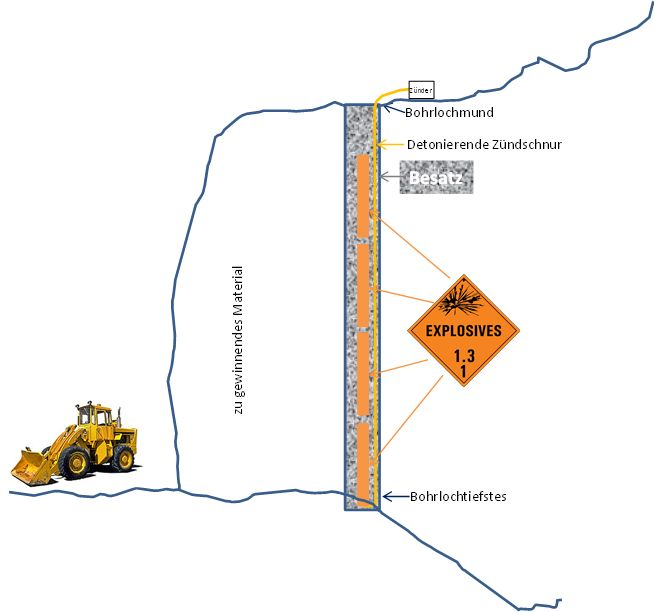
Заряджена свердловина (вибухові роботи у кар'єрі)

Свердловинний заряд (рос. скважинный заряд, англ. deep-hole charge; нім. Bohrlochladung) — подовжений заряд ВР, вміщений у свердловину. Використовується при проведенні гірничих робіт, дорожньому та гідротехнічному будівництві тощо. Бувають суцільні (різновид — котловий) та розосереджені свердловинні заряди.